# Anicet Brodawski
Anicet Brodawski (lit. Anicetas Brodavskis, ros. Аницет Петрович Бродавский, Anicet Pietrowicz Brodawski; ur. 1944) – działacz mniejszości polskiej na Litwie, w latach 1989–1991 deputowany ludowy do Rady Najwyższej ZSRR, jeden z pomysłodawców autonomii terytorialnej Wileńszczyzny w 1991.

## Życiorys
Ukończył studia w Litewskiej Akademii Nauk Rolniczych. Przez 17 lat był dyrektorem Wileńskiego Technikum Agronomiczno-Zoologicznego (obecnie Wileńska Wyższa Szkoła Rolnicza w Białej Wace). Należał do Komunistycznej Partii Litwy – z jej ramienia był siedem razy wybierany do rady deputowanych ludowych rejonu wileńskiego, był przewodniczącym tejże rady. Pełnił m.in. funkcję zastępcy prezesa Republikańskiej Rady Zawodowych Szkół Średnich w Litewskiej SRR oraz prezesa rady oświaty rejonu wileńskiego.
W 1989 został wybrany jednym z 9 deputowanych ludowych polskiego pochodzenia do Rady Najwyższej ZSRR – wraz z Janem Ciechanowiczem reprezentował Litewską SRR.
W 1991 był przewodniczącym zdominowanej przez polskich komunistów rady rejonu wileńskiego. Wraz z Czesławem Wysockim, który kierował analogiczną radą w okręgu solecznickim, zażądał wówczas stworzenia polskiej autonomii obejmującej oba rejony, stając na czele tzw. Rady Koordynacyjnej ds. polskiej autonomii na Wileńszczyźnie. 
Po odzyskaniu przez Litwę niepodległości był członkiem Związku Polaków na Litwie. W 1994 zakładał konkurencyjny wobec Akcji Wyborczej Polaków na Litwie Obywatelski Komitet Wyborczy, mający startować w wyborach samorządowych w 1995. Opowiadał się wówczas za współpracą z litewską lewicą, m.in. partią Kazimiery Prunskienė. 
Obecnie jest prezesem rolniczej Agencji Rozwoju.